# Uniwersytet w Walencji
Uniwersytet w Walencji – publiczna uczelnia założona w 1499 roku w Walencji pod nazwą Estudi General, będąca jednym z najstarszych uniwersytetów w Hiszpanii. Uczelnia zorientowana jest na nauczanie i badania w prawie wszystkich obszarach wiedzy. Obecnym rektorem jest profesor María Vicenta Mestre Escrivá, wybrana w marcu 2018 roku. W głosowaniu uzyskała 52,97% głosów, stając się pierwszą kobietą wybraną rektorem Uniwersytetu w Walencji. Biblioteka uczelniana, z 1 392 793 tomami, jest czwartą co do wielkości biblioteką uniwersytecką w Hiszpanii po Bibliotece Uniwersytetu Complutense w Madrycie oraz bibliotekach Uniwersytetu w Barcelonie i Uniwersytetu w Sewilli.

## Wydziały
Uczelnia daje możliwość kształcenia w ramach siedemnastu wydziałów.
- Wydział Ekonomii
- Wydział Pielęgniarstwa i Podologii
- Wydział Nauk Biologicznych
- Wydział Wychowania Fizycznego i Nauk o Sporcie
- Wydział Nauk Matematycznych
- Wydział Nauk Społecznych
- Wydział Prawa
- Wydział Farmacji
- Wydział Filologiczny, Tłumaczeń i Komunikacji
- Wydział Filozofii i Nauk o Wychowaniu
- Wydział Fizyki
- Wydział Fizjoterapii
- Wydział Geografii i Historii
- Wydział Nauczania
- Wydział Lekarski i Stomatologiczny
- Wydział Psychologii
- Wydział Chemii

## Honorowe Doktoraty
Pierwszą osobą wyróżnioną doktorem honoris causa był fizyk José María Otero de Navascues w 1967 roku. Pierwszymi zainwestowanymi kobietami były serbska działaczka na rzecz praw człowieka Nataša Kandić i amerykańska biolog Lynn Margulis w 2001 roku. Do 2018 zostały nadane honorowe doktoraty 91 mężczyznom i 9 kobietom.